# Nana Abrokwa
Nana Kwame Abrokwa, né le 5 octobre 1968 à Accra au Ghana, est un rappeur, producteur et disc jockey allemand, d'origine akan. Son premier album, Nana, est publié en 1997 et certifié disque d'or en Allemagne et en Suisse. Il suit de son deuxième album, Father, en mai 1998.

## Biographie
Abrokwa arrive avec sa mère, ses frères et sœurs à l'âge de 12 ans depuis le Ghana à Hambourg, en Allemagne. Après sa scolarité, il devient DJ dans des clubs hip-hop et travaille sur des chansons (Here We Go, Make The Crowd Go Wild) du DJ David Fascher comme rappeur et coproducteur sous le pseudonyme de MC Africa True. En 1990, il commet un acte violent, un fait divers qui fait sensation : avec une batte de baseball, il agresse une femme d'origine turque, blesse un homme turc qui voulait défendre la première, et s'en prend à une troisième personne jusqu'à ce que la batte se brise. Il fuit en laissant ses victimes qui souffrent de fractures. Malgré un jugement exécutoire de trois ans et demi de prison pour vol aggravé, il évite la prison en raison de ses aveux et d'un dossier de réinsertion positif grâce à ses activités musicales.
En 1995, il participe au projet eurodance Darkness produit par Bülent Aris et Toni Cottura. La chanson In My Dreams est un single à succès dans les clubs ; cependant Nana, n'aimant pas ce style de musique, s'en va peu après. Il prend alors le nom de Darkman. En 1996, Aris et Cottura fondent le label de musique noire Booya Music que Nana rejoint. Le premier single Darkman atteint les dix meilleures ventes en Allemagne ; le suivant Lonely est classé premier en 1997. Son premier album, Nana, sort la même année. Il est certifié disque d'or en Allemagne et en Suisse.
Le second album Father, sorti en mai 1998, contient des morceaux plutôt lents avec des paroles très personnelles. Produit par Neco Tiglioglu, il devient disque d'or. Par ailleurs, Nana chante les chansons Too Much Heaven et War sur des albums-hommages aux Bee Gees et à Motown. Fin 1999, le single I Wanna Fly est un échec, c'est la fin de l'eurorap et l'émergence du hip-hop allemand. Néanmoins, Nana enregistre deux autres albums avec Booya Music qui ne sortent pas en raison de problèmes juridiques, les producteurs et les artistes ayant collaboré ont quitté le label.
Début 2001, il publie la chanson Du wirst sehen qui est lui aussi un échec. L'enregistrement de l'album bilingue Global Playa est arrêté par la maison de disque. À l'été 2004, il parvient à publier sur son propre label Darkman Records l'album All Doors In Flight No. 7. L'album coproduit aussi par Jan van der Toorn et Manuell n'est en vente que le site Internet de Nana. Un peu plus tard, une publication par Sony BMG est annoncée mais n'a finalement pas lieu sans que l'on sache la raison.
En 2007, il participe à une émission de téléréalité organisant des combats de boxe entre célébrités. L'année suivante, il publie un nouvel album 12 Y.O. contenant des nouveaux titres et des anciens succès réarrangés.

## Discographie
- 1997 : Nana
- 1998 : Father
- 2004 : All Doors In Flight No. 7
- 2008 : 12 Y.O.
- 2010 : Stand Up!

## Vidéographie

### Clips
- 1996 : Darkman, tiré de Nana, dirigé par Patric Ullaeus
- 1997 : Lonely, tiré de Nana, dirigé par Patric Ullaeus
- 1997 : Let It Rain, tiré de Nana, dirigé par Patric Ullaeus
- 1997 : Let It Rain (remix), tiré de Nana, dirigé par Patric Ullaeus
- 1997 : He's Coming, tiré de Nana, dirigé par Patric Ullaeus
- 1997 : Too Much Heaven, tiré de Too Much Heaven, dirigé par Patric Ullaeus
- 1998 : Father, tiré de Father, dirigé par Patric Ullaeus
- 1998 : Father (remix), tiré de Father, dirigé par Patric Ullaeus
- 1998 : Remember The Time, tiré de Father, dirigé par Patric Ullaeus
- 1998 : Dreams, tiré de Father, dirigé par Patric Ullaeus
- 2000 : Du Wirst Sehen, tiré de Du Wirst Sehen, dirigé par Patric Ullaeus
- 2001 : Du Wirst Sehen (2001), tiré de Du Wirst Sehen, dirigé par Patric Ullaeus